# Medina leskiaeformis
Medina leskiaeformis là một loài ruồi trong họ Tachinidae.